# Wyżegi
Wyżegi (deutsch Wyseggen, 1938 bis 1945 Grünlanden) ist ein Dorf in der polnischen Woiwodschaft Ermland-Masuren. Es gehört zur Gmina Wielbark (Stadt- und Landgemeinde Willenberg) im Powiat Szczycieński (Kreis Ortelsburg).

## Geographische Lage
Wyżegi liegt in der südlichen Mitte der Woiwodschaft Ermland-Masuren, unmittelbar an der Grenze zur Woiwodschaft Masowien. Bis zur Kreisstadt Szczytno (deutsch Ortelsburg) sind es 27 Kilometer in nördlicher Richtung.

## Geschichte
Das Gründungsprivileg für den nach 1820 Wisegen genannten Ort wurde am 6. Februar 1787 ausgestellt. Zwischen 1874 und 1945 war das Dorf in den Amtsbezirk Groß Piwnitz (polnisch Piwnice Wielkie) eingegliedert, der – 1938 in „Amtsbezirk Großalbrechtsort“ umbenannt – Zeit seines Bestehens zum ostpreußischen Kreis Ortelsburg gehörte.
Im Jahre 1910 zählte Wyseggen 321 Einwohner. Am 3. Juni – amtlich bestätigt am 16. Juli – 1938 wurde Wyseggen aus politisch-ideologischen Gründen der Abwehr fremdländisch klingender Ortsnamen in „Grünlanden“ umbenannt. Die Einwohnerzahl belief sich 1933 auf 336 und stieg bis 1939 auf 461.
Aufgrund der Bestimmungen des Versailler Vertrags stimmte die Bevölkerung in den Volksabstimmungen in Ost- und Westpreussen am 11. Juli 1920 über die weitere staatliche Zugehörigkeit zu Ostpreußen (und damit zu Deutschland) oder den Anschluss an Polen ab. In Wyseggen stimmten 245 Einwohner für den Verbleib bei Ostpreußen, auf Polen entfielen 2 Stimmen.
Mit dem gesamten südlichen Ostpreußen wurde Grünlanden 1945 in Kriegsfolge an Polen überstellt. Das Dorf erhielt die polnische Namensform „Wyżegi“ und ist heute mit dem Sitz eines Schulzenamtes (polnisch Sołectwo) eine Ortschaft im Verbund der Stadt- und Landgemeinde Wielbark (Willenberg) im Powiat Szczycieński (Kreis Ortelsburg), bis 1998 der Woiwodschaft Olsztyn, seither der Woiwodschaft Ermland-Masuren zugehörig.

## Kirche
Bis 1945 war Wyseggen resp. Grünlanden kirchlich nach Flammberg (polnisch Opaleniec) orientiert: zur evangelischen Kirche Flammberg in der Kirchenprovinz Ostpreußen der Kirche der Altpreußischen Union bzw. zur römisch-katholischen St.-Josepf-Kirche in Flammberg im damaligen Bistum Ermland. Die Beziehung der Katholiken zu dem heute „Opaleniec“ genannten Ort ist geblieben, er liegt heute im Erzbistum Ermland. In Ermangelung ihrer Kirche in Flammberg gehören die evangelischen Einwohner jetzt zur Pfarrei in Szczytno in der jetzigen Diözese Masuren der Evangelisch-Augsburgischen Kirche in Poen.

## Schule
Die Volksschule in Wyseggen/Grünlanden erhielt 1912/13 ein neues Schulgebäude.

## Verkehr
Wyżegi liegt westlich der polnischen Landesstraße 57 (einstige deutsche Reichsstraße 128) und ist über die Abzweige Piwnice Wielkie (Groß Piwnitz, 1938 bis 1945 Großalbrechtsort) bzw. Opaleniec (Opalenietz, 1904 bis 1945 Flammberg) zu erreichen. Außerdem führt eine Nebenstraße vom Nachbarort Baranowo (Barranowen, 1938 bis 1945 Neufließ) nach Wyżegi. Eine Anbindung an den Bahnverkehr besteht nicht.